# Cranio di Salé
Il Cranio di Salé è il fossile di un cranio di un ominide scoperto a Salé in Marocco nel 1971 da un minatore.

## Descrizione
Il cranio è stato ritrovato in una cava di Salé insieme ad un frammento mascellare superiore sinistro.
La classificazione dell'ominide è dibattuta, tra chi lo ritiene un esemplare di Homo erectus o di Homo sapiens; caratteristiche dell'Homo erectus sono le dimensioni del cervello, la scatola cranica lunga, bassa e dalle pareti spesse. Le ossa parietali e una porzione posteriore arrotondata del cranio sono invece caratteristiche dell'Homo sapiens.